# Communauté de communes Ousse-Gabas
Pour les articles homonymes, voir Gabas.
La communauté de communes Ousse-Gabas est une ancienne communauté de communes française, située dans le département des Pyrénées-Atlantiques et la région Nouvelle-Aquitaine.
Depuis le 1er janvier 2017, elle est intégrée à la communauté de communes du Nord-Est Béarn.

## Composition
La communauté de communes regroupe 15 communes :
- les communes du canton de Pontacq ;
- 2 communes du canton de Montaner, Aast et Ponson-Dessus ;
- 1 communes du canton de Pau-Est, Nousty.

Pontacq n'a dans un premier temps pas souhaité adhérer à la communauté de communes, ce qui a empêché Labatmale de l'intégrer car il n'y avait pas de continuité territoriale avec les autres communes ; ces deux communes ont adhéré à la communauté de communes le 1er janvier 2010.
| Code INSEE | Commune       | Maire                | Population (2012) | Superficie | Densité        | Délégués |
| ---------- | ------------- | -------------------- | ----------------- | ---------- | -------------- | -------- |
| 64001      | Aast          | Romain Morlanne      | 183 hab.          | 485 ha     | 37,7 hab./km2  | 2        |
| 64097      | Barzun        | Maurice Minvielle    | 597 hab.          | 819 ha     | 72,9 hab./km2  | 2        |
| 64216      | Espoey        | Jean-Pierre Barrère  | 1 062 hab.        | 1 343 ha   | 79,1 hab./km2  | 2        |
| 64238      | Ger           | Jean-Paul Mattei     | 1 933 hab.        | 3 149 ha   | 61,4 hab./km2  | 2        |
| 64246      | Gomer         | André Magendie       | 262 hab.          | 324 ha     | 80,9 hab./km2  | 2        |
| 64266      | Hours         | Annie Péboscq        | 240 hab.          | 579 ha     | 41,5 hab./km2  | 2        |
| 64292      | Labatmale     | Mathieu Lafargue     | 250 hab.          | 332 ha     | 75,3 hab./km2  | 2        |
| 64343      | Limendous     | Jean-Paul Lagarrue   | 563 hab.          | 748 ha     | 75,3 hab./km2  | 2        |
| 64344      | Livron        | Jean-Pierre Fourcade | 428 hab.          | 754 ha     | 56,8 hab./km2  | 2        |
| 64352      | Lourenties    | Frédéric Lahore      | 361 hab.          | 894 ha     | 40,4 hab./km2  | 2        |
| 64358      | Lucgarier     | Daniel Velez         | 269 hab.          | 567 ha     | 47,4 hab./km2  | 2        |
| 64419      | Nousty        | Claude Borde-Baylacq | 1 552 hab.        | 1 191 ha   | 130,3 hab./km2 | 2        |
| 64452      | Ponson-Dessus | Jean-Claude Lalanne  | 246 hab.          | 1 077 ha   | 22,8 hab./km2  | 2        |
| 64453      | Pontacq       | Didier Larrazabal    | 2 867 hab.        | 2 885 ha   | 99,4 hab./km2  | 2        |
| 64526      | Soumoulou     | Alain Trépeu         | 1 516 hab.        | 279 ha     | 543,4 hab./km2 | 2        |
|            |               |                      | 12 329 hab.       | 15 426 ha  | 79,9 hab./km2  | 30       |